# 丸岡南陔
丸岡 南陔（まるおか なんがい、文政8年6月6日（1825年7月21日） - 明治19年（1886年）1月8日）は江戸時代から明治にかけての学者、漢詩人。佐渡国雑太郡折戸村名主、佐渡奉行所修教館教授を務め、明治維新後も相川県漢学局、雑太郡学区、公立佐渡中学校で教育に携わった。

## 生涯

### 江戸時代
文政8年（1825年）6月6日に生まれた。家は代々佐渡国雑太郡折戸町名主、佐渡奉行所官庫出納掾を兼ね、醤油醸造を行っていた。幼少より書を好み、特定の師は持たなかったものの、甲賀達斎等に兄事し、詩を藤木竹窓に学び、間もなく天野恥堂兄弟、万歳東所、西村滄州、大平菰塘、岡崎棟庵、謙亭、棟斎等と交流を持ち、廉社を結び毎月詩筵を開いた。
天保13年（1842年）家督を継ぎ、内外庶務、経理に当たり、父の代には振るわなかった家業を立て直した。弘化元年（1844年）3月、義父川島如松に従い江戸に行き、妙義山、日光、会津を巡って帰郷した。弘化2年（1845年）5月、江戸から田口江村が来島したため、これに師事した。安政3年（1856年）8月、隊長渡部庸に従って江戸に行き、10月まで滞在し、江村邸で藤森天山、大沼枕山、菊池三渓、羽倉簡堂等と交流した。
慶応2年（1866年）9月、修教館教授に就任し、士班に列した。慶応3年（1867年）6月、再び江戸に行き、9月箱根温泉を訪れ、東海道を上って京都に行き、大坂、大和、広島、厳島を巡り、11月帰島した。

### 明治時代
明治元年（1868年）佐渡奉行鈴木重嶺が江戸に避難し、管理者不在となった佐渡の金鉱を巡って政情不安が起こる中、隊長中山信安の命で井上幹、岩間政醇と京都に上り、太政官に佐渡裁判所総督滋野井公寿の赴任延期を要請した。
明治3年（1870年）、相川県漢学局に出仕し、明治4年（1871年）長男図南と共に東京に行き、その後も3回上京した。明治6年（1873年）、越後国を通って奥羽地方に入り、金華山、松島、羽黒山、弥彦山、象潟、立石寺等を廻った。明治7年（1874年）、8年（1875年）にも越後に渡った。明治7年（1874円）8月、雑太郡学区監督兼教師に就任した。
明治11年（1878年）、佐渡国三郡を佐渡郡に統合して役所河原田町に置く論議が立ち上がると、明治12年（1879年）1月、相川・海府・西浜諸村の総代として新潟市に渡り、新潟県庁に相川への設置を訴えた。明治14年（1881年）8月、公立相川中学校学務委員となるも、翌年辞職した。
明治17年（1884年）成徳に家督を譲り、公立佐渡中学校教諭となり、加茂郡新穂村に単身赴任した。明治18年（1885年）12月29日夜、脳溢血により困睡状態となり、明治19年（1886年）1月8日死去し、相川町広永寺に葬られた。40代からの深酒が祟ったものとされた。

## 著書
- 『南陔遺稿』 -  明治23年（1890年）5月下旬菊池三渓序、明治22年（1889年）11月南摩綱紀序、明治35年（1902年）5月18日丸岡重五郎刊。
- 『戊辰西上録』 - 慶応4年（1868年）上京の記録。新潟県立佐渡高等学校舟崎文庫所蔵。
- 『古風詩抄』[3]
- 『相川五家詩選』 - 藤木竹窓・西村滄洲・西川容所・天野恥堂・自身の漢詩を採録する[3]。

## 人物
日頃子弟に「『忍』の字は『刃』と『心』でできている。刃物が心臓に向いていても恐れるなという意味だ。苦しいことがあっても忍耐して頑張りなさい。」と訓示した。
記憶力に優れ、『いろは文庫』の赤垣源蔵の徳利の別れの場面、『南総里見八犬伝』の犬塚信乃の別れの場面、『藩翰譜』の浅野長政が豊臣秀吉の朝鮮出兵を諌める場面等を暗唱し、『古詩韻範』の3分の2を5,6日で暗記した。
書画を嗜み、最も董其昌を好んだ。

## 親族

### 父母
- 祖父：丸岡惣三郎正義（安永5年（1776年） - 嘉永元年（1848年）6月23日） - 法号は芦雪。大工町富田九右衛門次男[3]。
- 祖母：松岡氏[1]
- 父：丸岡総兵衛正方（寛政7年（1795年）3月6日 - 万延元年（1860年）8月11日） - 号は南涛、怡斎。江戸の春木南湖に絵を学んだ[3]。
- 母：㛍（文化元年（1804年） - 明治10年（1877年）8月9日） - 五十里籠町児玉茂右衛門長女[3]。

### 兄弟
- 姉：邦（文政5年（1822年） - 嘉永2年（1849年）9月10日） - 山田一正に嫁いだ[3]。
- 弟：信次郎成信[3]
- 妹：峰[5]（明治9年（1876年）7月没[4]） - 黒部百之に嫁いだ[3]。妹死後、遺児を後見するも、明治10年（1877年）8月死去した[1]。
- 妹：以和 - 4歳で没[3]。
- 弟：源三郎成源 - 4歳で没[3]。
- 弟：保四郎成康 - 渡辺覚左衛門養子。1歳で没[3]。

### 妻子

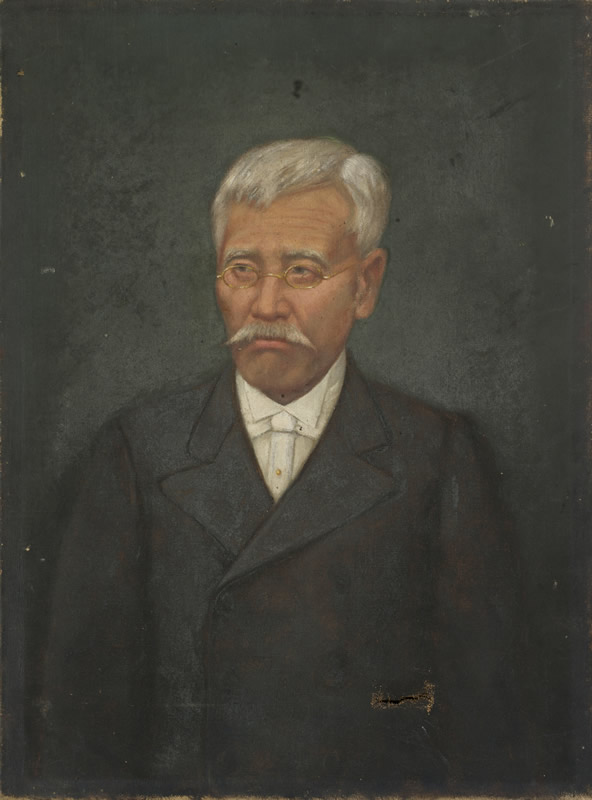
滝浪図南

- 妻：秀（文政10年（1827年）4月13日 - 明治31年（1898年）11月25日） - 川島如松翁庶長女[3]。
- 娘：妔 - 夭折[3]。
- 長男：滝浪図南 - 名は嬌、字は強哉、号は鯤斎[3]。医家滝浪氏養子。司馬凌海に学び、愛知県医学校（名古屋大学医学部）教授在任中死去[2]。
- 二男 - 夭折[3]。
- 三男 - 夭折[3]。
- 養嫡子：丸岡南畝 - 長姉五男。通称は重五郎、名は成徳。政治家、教育者となり、相川町で自由民権運動を主導した。
  - 長姪：山田一徳 - 東京で仕官した[1]。
  - 二姪：山田一章 - 全国を放浪し、消息不明となった[1]。
  - 三姪：山田一貫 - 新潟に出た[1]。
- 娘：左智 - 安田良蔵に嫁ぎ、函館で没[3]。
- 四男 - 重五郎縁組後に出生し、家は継がなかった[1]。